# Éolienne aéroportée

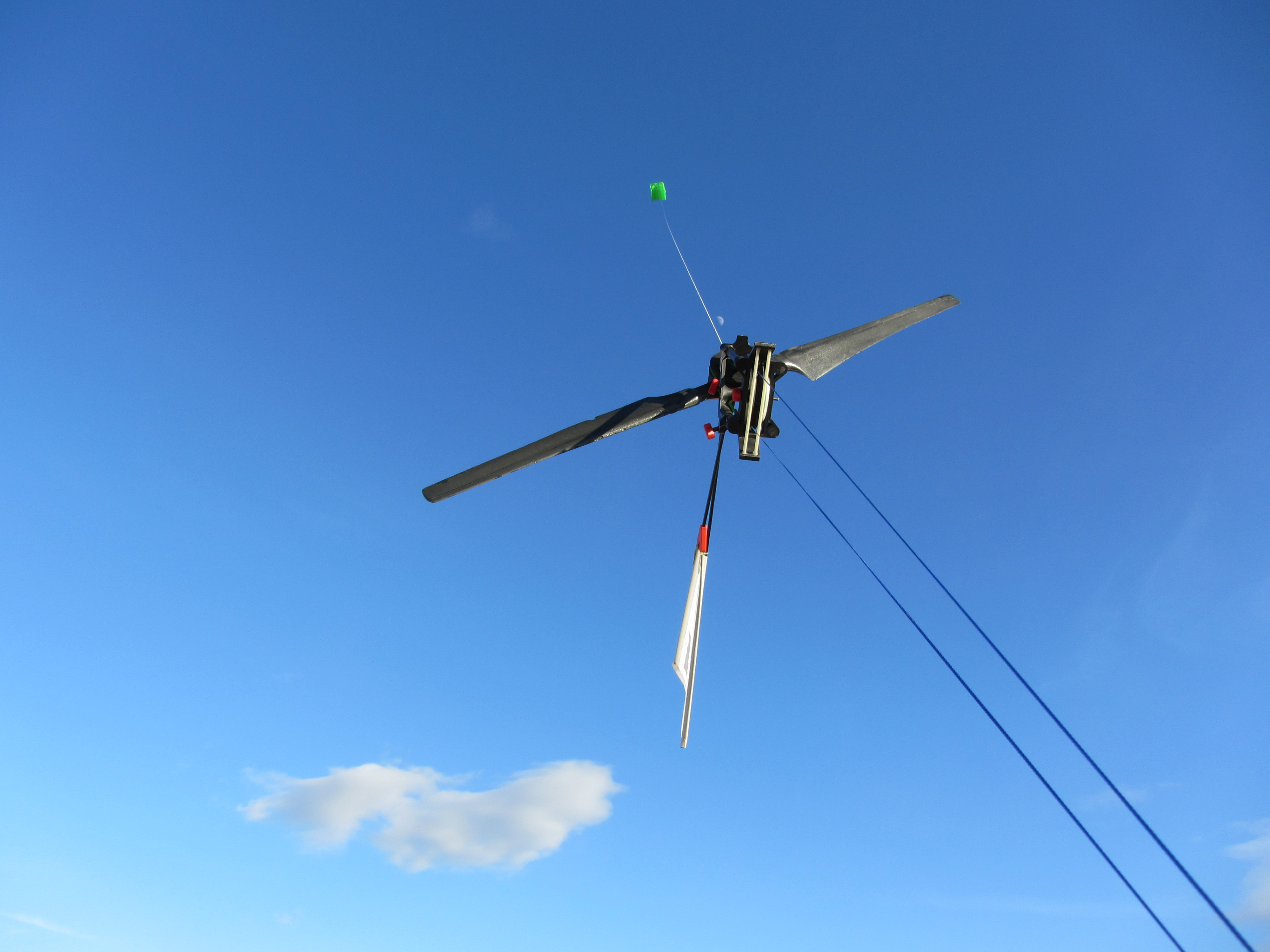
Kiwee One, une éolienne aéroportée pour des usages nomades

Une éolienne aéroportée ou en vol est un système de production d'énergie éolienne maintenue en l'air (sans mât). Il peut s'agir d'une turbine aéroportée, ou d'un système de type cerf-volant, voile ou drone, qui oscille dans le vent et transmet un mouvement au sol (ou en mer) via un câble, ce mouvement étant alors converti en électricité. L'idée remonte au moins à 1833. Elle vise à exploiter des vents d'altitude, plus forts et réguliers, permettant un meilleur facteur de charge et peut-être une électricité moins chère. Selon l'agence internationale pour les énergies renouvelables (Irena) ce type d'éolien sera commercialisé après 2025 et pourrait ensuite avoir un impact majeur sur le marché éolien.

## Quelques dates
- 1833 L'exploitation de l'énergie éolienne à haute altitude a été imaginée par John Adolphus Etzler[2].
- 1975 : Peter R. Payne et Charles McCutchen publient un livre traitant de la production d’énergie grâce aux cerfs-volants
- 1977 Douglas Selsam conçoit un train circulaire de cerfs-volants[3] actionnant un générateur installé au niveau du sol.
- 1980 Le mathématicien Miles L.Loyd publie Crosswind Kite Power[4], document de base d'analyse de la puissance générée par un cerf-volant évoluant rapidement en figures permettant d'accroître la surface balayée et la vitesse du vent apparent. Par la suite l'optimisation des cerfs-volants rigides ou souples accomplissant des figures circulaires ou en huit sera un axe central de recherche comprenant également l'étude des dispositifs et logiciels en vue de l'automatisation du vol puis du décollage et de l'atterrissage.
- 1997 L'astronaute néerlandais Wubbo Ockels développe un projet analogue à celui de Douglas Selsam sous le nom de Laddermill, et dépose un brevet[5]. Ce projet, devenu KitePower[6], sera le point de départ de recherches plus approfondies de l'Université technologique de Delft d'où il est issu. Les projets de la société italienne KiteGen Research[7], en collaboration avec l’École polytechnique de Turin, verront le jour peu de temps après. Des écloisons (startups) développeront différentes méthodes.
- 2010 Congrès spécialisé à l'Université de Stanford[8].
- 2010 Congrès Mondial de l’Énergie de Montréal[9]
- 2017 l'énergéticien E.ON, après avoir en 2016 investi dans la start-up écossaise Kite Power Systems, annonce (le 11 avril) préparer dans le comté de Mayo en Irlande un prototype de drone-planeur (dit « AP3 ») de 12 m d’envergure et 250 kW de capacité, relié à une génératrice en mer via un câble s'enroulant autour d'un treuil[10]. L'opération est coportée avec la société néerlandaise Ampyx Power (créée en 2009)[10]. Le drone effectuera des mouvements en huit à 200-450 mètres d'altitude, avec 90 % de matériaux en moins que pour une éolienne au sol. Si le test est concluant, une version « AP4 » de 2 MW pourrait être lancée (de quoi alimenter 2 000 foyers)[10]. Un financement participatif vise à lever 2,5 millions euros, en plus du soutien du programme « Horizon 2020 »[10].
- 2018-2019 Une éolienne aéroportée est commercialisée pour la première fois par l'entreprise française Kitewinder[11] sous le nom de Kiwee One. Elle comporte un rotor suspendu sous un cerf-volant porteur et transmettant l'énergie mécanique par un système de poulies de renvoi d'angle droit suivi d'une longue courroie de transmission vers le générateur au sol.

## La ressource
Les vents de hautes altitudes sont étudiés depuis des décennies par les météorologues, climatologues et chercheurs dans le domaine des sciences de l'environnement.
Les recherches des spécialistes en climatologie Ken Caldeira et Christina Archer de l'Université de Stanford démontrent l'existence de l'énorme réservoir énergétique constitué par les vents d'altitude supérieure à celle des vents que peuvent capter les éoliennes conventionnelles sur tour. En effet la vitesse et la régularité du vent augmentent avec l'altitude en raison de l'éloignement du sol et des obstacles perturbant le flux d'air. La ressource la plus importante serait contenue dans les courants-jets (jet stream), Ses recherches démontrent un maximum de 400 TW et 1800 TW entre 0 km et 12 km au-dessus du sol d’énergie cinétique. Une puissance qui pourrait être extraite des vents près de la surface (récoltés avec des éoliennes traditionnelles) et à travers toute la couche atmosphérique (récoltée avec des éoliennes aéroportées).
Toutefois sujet à controverse, une étude de l'Institut Max-Planck menée par Axel Kleidon tendant à démontrer le contraire.
De plus, une vue plus sceptique sur les vents de hautes altitudes est fournie par l’agence European Geoscience Union. En effet leur évaluation décrit une disponibilité mondiale de 7,5 TW d’énergie cinétique grâce au vent d’altitude. Un résultat à pondérer par le fait que leur analyse est uniquement axée sur les courants jets, c'est-à-dire uniquement à une hauteur de 6 km à 15 km au-dessus du sol.
Toutes ces études permettent d’avoir une idée sur la répartition des zones géographiques et sur la densité d’éoliennes qui pourraient être installées. Ces analyses préliminaires ne prennent pas en compte les conséquences sur le vent et le climat d'une possible extraction de l’énergie cinétique des vents.

## Méthodes envisagées
Comme en témoignent les centaines de brevets d'invention sur le sujet, les projets d'éoliennes aéroportées, pour les plus avancés au stade de prototypes ou de preuves de concept, sont nombreux et peuvent être classés selon leurs caractéristiques techniques respectives. En effet, elles peuvent se distinguer de par la position de leur générateur qui sera soit en vol ou au sol. La liste des projets ci-après est loin d'être exhaustive et est sujette à évolution rapide, l'éolienne aéroportée étant une industrie émergente.
Cependant, ces modèles ont des buts communs : fournir de l’électricité propre, durable et abordable aux populations les plus isolées géographiquement et qui ne possèdent pas de source d’énergie, en maîtrisant et captant ces vents puissants et réguliers. Cela leur permet ainsi de doubler le rendement énergétique et de préserver les ressources naturelles qui sont peu exploitées lors de leur production. En effet, leur procédé de fabrication et d’installation est simple et peu onéreux.

### Mode aérostat
Le mode aérostat est un moyen d’élever en altitude le système transportant l’hélice, nécessaire à la conversion de l’énergie cinétique du vent en énergie électrique. L’une des manières d’élever ce ballon est d’injecter de l’hélium dans le ballon. Ce gaz, ayant une densité moins importante que l’air, permet de maintenir en altitude le système dans les airs sans avoir recours à l’utilisation d’une quelconque énergie. Ce mode est caractérisé par un générateur qui est en vol.

### Mode cerf-volant
Les cerfs-volants ont été conçus dès l’Antiquité, et sont utilisés aujourd’hui pour produire de l’énergie électrique à partir de l’énergie cinétique du vent. En effet, leur capacité à se déployer en altitude couplée à leur légèreté, leur permet d’exploiter les vents forts et continus, appelés jet-stream, avec un rendement pouvant aller au-delà de 10 kW.m−2.
Ils sont caractérisés par un mode de fonctionnement qui leur est spécifique, tout comme leur composition et leur constitution différentes selon l’entreprise d’origine. De plus, ce mode de production d’énergie implique un générateur qui est soit en vol ou au sol.
Cependant, tout comme les éoliennes aérostat, les éoliennes cerfs-volants exploitent la force du vent en altitude afin d’avoir un rendement optimal. En effet, cette vitesse est 3 à 4 fois supérieure à celle présente au niveau du sol et son cube représente l’énergie électrique générée.
En fonction de la position du générateur et le type de station à laquelle il est relié, les mouvements effectués pour capter le vent seront différents.
S’il se situe au sol, la partie inférieure des câbles reliant le cerf-volant au sol est enroulée au niveau d’une bobine qui est liée à un générateur quel que soit le type de station, qui est soit mobile, soit fixe. Dans ce cas, la station au sol recevra une énergie mécanique qui va être générée par des mouvements par vent de travers, qui vont également décrire des huit, lors de la montée en altitude de ces cerfs-volants dont l’utilité sera différente en fonction du type de station : mobile ou fixe.
Dans le cas où la station est fixe, le mode de fonctionnement de ces éoliennes va se décomposer en deux phases distinctes, selon la méthode dite « yoyo », ou « reel-out/reel-in » selon une expression anglaise traduisible par « débobinage/rembobinage » :
- Phase de génération d’énergies, lors de l’élévation du cerf-volant en altitude induisant une force de traction perçue au niveau des câbles rotatifs fournissant une énergie mécanique et donc entraînant la rotation du générateur électrique.
- Phase de rappel ou phase de récupération, exploitant l’énergie précédemment produite pour rembobiner le câble et ainsi ramener le cerf-volant à sa position de départ. Durant cette phase, le cerf-volant devra présenter une résistance au vent la plus faible possible afin d’obtenir une énergie nette produite supérieure à cette énergie dépensée. Des systèmes de contrôles sont donc nécessaires pour diriger sa trajectoire et sa configuration[18],[19].

Contrairement à la station fixe, la station mobile génère un flux d’énergie continu, car ne présente pas de phase de récupération bien que le déroulement et l’enroulement du câble soient présents. Dans ce cas, ce processus permet seulement de contrôler la trajectoire du cerf-volant. Ainsi la force de traction va de la même manière, faire tourner le générateur qui exploite, cependant, le mouvement de la station au sol et non le mouvement d’enroulement et déroulement du câble.
Dans le cas où le générateur se situe en vol, le cerf-volant se caractérise par la présence de petites turbines intégrées au niveau des ailes, pour transmettre l’électricité directement à la station par l’intermédiaire de câbles électriques. Le même mode de fonctionnement, par vent de travers pourra être observé.

### Générateur en vol
Pour les projets d'utilité, conversion en électricité acheminée vers la station.

#### Buoyant Airborne Turbine (BAT)
La start-up Altaeros Energy est une start-up fondée en 2010 par Ben Glass et Adam Rein, tous deux anciens étudiants respectivement du Massachusetts Institute of Technology (MIT) et de l’Université d’Harvard. Altaeros Energie a réinventé les possibilités offertes par la technologie des ballons et des dirigeables pour soulever une éolienne. Il s’agit de la Buoyant Airborne Turbine (BAT).
Elle se compose d’un dirigeable cylindrique sans équipage, fait de tissu composite résistant aux gaz et durable, qui est rempli d'hélium et enroulé autour de trois pales en rotation qui transforment l’énergie cinétique du vent en électricité.
Cette coque circulaire gonflable mesure près de 35 pieds de long (10,7 mètres), dotées d’une capacité d'auto stabilisation et produisant une portance aérodynamique, en plus de la flottabilité. La BAT flotte entre 300 et 600 m au-dessus du sol.
Les règles fédérales existantes autorisent la BAT à voler à près de 600 m d'altitude, en deçà de la plupart des vols. Les turbines comprennent des feux de sécurité et des balises de localisation pour avertir les aéronefs qui passent.
À cette altitude, les vents sont plus constants et plus rapides avec une densité de puissance cinq à huit fois supérieures au sol en moyenne. De plus, ses pales en rotation ne représentent pas une menace importante pour les oiseaux et les chauves-souris, explique Altaeros, car elles ne volent généralement pas aussi haut que les turbines.
La BAT est accrochée à trois attaches de haute résistance la reliant à une station terrestre en rotation. L’énergie générée par la turbine circule le long de ces câbles jusqu’à la station au sol avant d’être transmise aux réseaux.
Les attaches sont également connectées à un système automatisé et commandé par ordinateur.
Afin de guider son positionnement, la BAT est équipée d'anémomètres installés dans l'unité aéroportée et la station au sol. Lorsque les anémomètres détectent une vitesse optimale du vent, un algorithme est chargé d’optimiser la hauteur de la BAT, en fonction de l'évolution des vents environnants. Il va ajuster automatiquement la longueur des attaches de la BAT pour obtenir les vents les plus forts possible tandis que la base pivote dans le sens du vent. Ces ajustements vont permettre d’acquérir une puissance de sortie la plus optimale possible.
De plus, à l’instar des autres ballons captifs, la BAT peut emporter avec elle des équipements de communication tels que des émetteurs-récepteurs cellulaires ou des dispositifs météorologiques et autres équipements de détection. Autre avantage, même un système WiFi y serait embarqué. Cela permettrait de couvrir une superficie bien plus importante que sur une tour du fait de l’altitude de la BAT sachant qu’Altaeros a déclaré que l'équipement supplémentaire n'affectera pas la performance énergétique de la turbine.
Autre avantage non moins impactant étant le coût d’installation et de transport. En effet, d’après la start-up, les coûts d’énergie avec la Meilleure Techniques Disponibles (MTD) sont réduits de 90%.Aucune infrastructure coûteuse, telle que des réseaux électriques ou des centrales électriques, n’est requise. Tout ceci avec la possibilité que cette technologie soit déployée en moins de 24 heures, car elle ne nécessite ni grue ni fondation souterraine.
Lors de son fonctionnement selon l’équipe, la technique de levage est adaptée de aérostats, cousins industriels du dirigeable. Les manœuvres de décollage et d'atterrissage sont les seuls moments où de l'énergie est consommée.
Altaeros a déjà testé son prototype BAT avec des vents de 70 km/h, mais comme les matériaux utilisés sont de la même technologie que les autres dirigeables industriels, ils ont été conçus pour résister à des vents de niveau ouragan allant jusqu’à plus de 160 km/h.
De plus, le système n'est pas affecté par la pluie ou la neige. Cependant, si le temps prévu est trop instable ou si une longe se détache, la longe de mise à la terre secondaire de la BAT, qui protège les composants électroniques du système contre les éclairs, s’auto-ancrera. De plus, le système de la BAT est capable de s’accoster de manière autonome afin d’attendre une tempête sur sa station terrestre, où il peut continuer à produire de l’énergie.
Notons toutefois que la BAT n’est pas destinée à produire une très grande quantité d’énergie malgré son efficacité. Selon Adam Rein, la BAT n’est pas conçue pour remplacer les turbines conventionnelles montées sur une tour. Au lieu de cela, son objectif est d’amener l’énergie éolienne dans des zones isolées hors réseau où les tours ne sont pas réalisables sur le plan pratique ou économique.
Le premier modèle a une capacité de 30 kilowatts, ce qui fournira suffisamment d’électricité pour environ une douzaine de foyers américains. En 2015, la BAT testera sa capacité à alimenter des micros-réseaux sur un site situé au sud de Fairbanks, en Alaska, dans le cadre d'un essai de 18 mois financé par l'Alaska Energy Authority. Les habitants des régions rurales de l’Alaska dépendent de générateurs à essence et diesel pour s’alimenter, plus d’un dollar le kilowattheure en électricité. La BAT de 30 kilowatts, vise à ramener ce coût en kilowattheures à environ 18 cents, ont indiqué les cofondateurs.
Ce projet de 18 mois en Alaska sera le premier projet commercial à long terme pour tester cette technologie.
À terme, les objectifs de la start-up sont de déployer la BAT dans des communautés insulaires et rurales comme à Hawaii, dans le nord du Canada, en Inde, au Brésil et dans certaines régions de l'Australie. Du fait de la rapidité de mise en place des BAT, elles pourraient également fournir de l'électricité aux lieux victimes de catastrophes naturelles, ainsi que dans les parcs d'attractions, les festivals et les lieux sportifs. Enfin, elles pourraient servir d’emplacements dans des zones où de grands groupes électrogènes diesel fournissent de l'électricité telle que des bases militaires et des sites industriels.

#### Makani Power
Les cerfs-volants conçus par l’entreprise californienne Makani Power sont des systèmes à générateur en vol. Ils sont semblables à de petits avions à réaction, composés de petites turbines qui génèrent de l’électricité grâce à la force du vent.
Cette société a été fondée en 2006, par Corwin Hardham, Don Montague et Saul Griffith, qui avaient un objectif commun de développer un nouveau système d’énergie renouvelable à moindre coût, en sa basant sur le fonctionnement d’un cerf-volant. Afin de financer leur projet, Google.org a été le premier investisseur, dans le cadre de son programme RE <C.
La technologie de base de Makani Power est un prototype de 8 et de 20 kW. En revanche, à l’échelle commerciale, cette société avait pour objectif de développer un modèle de 600 kW sur 28 mètres d’envergure.
En effet, Makani Power a pu améliorer la conception de son cerf-volant Energy, atteignant ainsi une altitude de 150 à 300 m où les vents sont plus constants et forts, avec le soutien d’ARPA-E. Et, quelques années après, en mai 2013, Google s’est emparé de Makani Power afin d’améliorer davantage cette technologie et la rendre commercialisable. Le rendement de production a pu être multiplié par 30, ainsi la société a développé le modèle M600 d’une puissance de 600 kW.
Fonctionnement de l’éolienne type « planeur »
Tout comme les éoliennes qui possèdent des générateurs au sol, le prototype développé par Makani power, volent par vent de travers, en effectuant des mouvements en boucles d’une taille d’environ 250 m de diamètre. L’exploitation de l’énergie cinétique du vent se fait au niveau des rotors, au nombre de 8, qui la transforme en énergie mécanique. Ces turbines sont disposées sur l’aile de l’éolienne, ayant une envergure de 26 m et fabriquées en fibre de carbone, qui est reliée à la station par l’intermédiaire d’une attache électrique. Ce modèle peut ainsi générer jusqu’à 600 kW.
Cependant, ce n’est qu’à une hauteur d’environ 300 m que le cerf-volant pourra commencer à effectuer des mouvements en vent de travers. Afin d’atteindre cette hauteur, le décollage qui s’effectue perpendiculairement au vent nécessite un apport d’énergie et un contrôle. Ce n’est qu’après cette étape, que le cerf-volant peut voler de manière autonome en décrivant une trajectoire circulaire et en captant les vents au niveau des turbines.
Les différentes trajectoires effectuées par le cerf-volant sont contrôlées et dirigées par des logiciels, qui sont directement intégrés au cerf-volant, et qui prennent en compte les données GPS. Ces dernières vont permettre d’informer le contrôleur sur sa position, sa vitesse ainsi que son altitude, afin qu’il puisse l’orienter de la meilleure façon possible et le faire atterrir en cas de besoin.
Face à la puissance développée de ce modèle d’éolienne, l’équipe entreprend donc d’utiliser cette nouvelle technologie au sein des parcs éoliens à grandes échelles.

#### Joby Energy
Fondée en 2008, Joby Energy est une société américaine qui développe un FG-AWES.
La méthode de production d'énergie et les manœuvres de décollage et d'atterrissage sont similaires à celles du concept Makani.
La principale différence entre Joby et Makani réside dans le fait que le véhicule aéroporté captif est une structure multi-châssis avec des profils aérodynamiques intégrés.
Joby a également breveté un câble aérodynamique pour son système.
En 2009 et 2010, Joby a testé différents prototypes à petite échelle.

#### Sky Power
L'entreprise américaine Pacific Sky Power commercialise un cerf-volant statique portant des turbines.

#### Sky windpower
La société américaine Sky Windpower travaille sur un système autogire pour exploiter le courant-jet.

#### FlygenKite
Le projet français FlygenKite développe un modèle réduit, la turbine alimentant un témoin lumineux permettant de visualiser les variations de puissance en vol statique et lors de figures en huit.

### Générateur au sol ou sur plateforme flottante
Conversion mécanique par la traction transmise par un câble reliant un ou plusieurs appareils volants à la station.
La méthode dite « yoyo », ou « reel-out/reel-in », ou « pumping mode », est bien représentée, comme le montrent les exemples ci-après. Le cerf-volant génère de l'énergie lors de la phase de traction pendant laquelle le cerf-volant s'éloigne en déroulant la corde du treuil qui entraîne le générateur électrique. Celui-ci est converti en moteur lors de la phase de rappel, le cerf-volant devant alors générer le moins possible de résistance à l'air.
- La société KiteGen Research[7] développe sous le nom de Stem[31] un cerf-volant piloté par ses deux lignes au moyen des deux treuils respectifs au niveau du sol.
- Dans le projet KitePower[6] les éléments de pilotage sont en l'air, suspendus à proximité du cerf-volant qui ne comprend alors qu'une seule ligne.
- La société néerlandaise Ampyx Power[32] expérimente un système analogue au précédent, à ceci près que le cerf-volant est rigide, et est rappelé en mode planeur.
- Le projet développé par SkyMill Energy, Inc[33]. relève également de la méthode dite "yoyo", appliquée à un cerf-volant de type autogire pour capter le courant-jet.

D'autres méthodes sont étudiées :
- la méthode mettant en œuvre un bras de levier en tant que moyen de conversion, selon une étude émanant de David J.Olinger[34] de l'Institut Polytechnique de Worcester, et entrant dans le cadre d'une étude plus générale;
- la méthode, en langue anglaise dite "dancing kites" de deux cerfs-volants œuvrant en synergie et élaborée par Moritz Diehl[35] dans le cadre de l'Université catholique de Louvain;
- la méthode du Carrousel[36] de la même société KiteGen Research[7];
- étudié par Chul Park et Jong Chul Kim[37], le système mobile d'une embarcation tractée par un cerf-volant, un hydrogénérateur assurant la conversion en électricité;
- les méthodes de transfert de couple détaillées ci-dessous.

#### Kitepower
Contrairement à Makani Power, les cerfs-volants développés par Kite Power sont semblables à des parapentes.
Cette entreprise néerlandaise a été créée en janvier 2016, par Johannes Peschel et Roland Schmehl. Le développement de leur projet d’éolienne aéroportée type cerf-volant a pu se faire grâce à leur collaboration avec la TU Delft et de HsKA Karlsruhe.
Ainsi, ce modèle éolien a ses propres caractéristiques et mode de fonctionnement. Le générateur de ces cerfs-volants se situe au sol au sein d’une station fixe, et est relié au système de contrôle qui est attaché à l’aile du parapente. Cette unité de contrôle permet d’agir sur les câbles, en exerçant ou non une force de traction, afin d’orienter à distance le cerf-volant lors de son vol aussi bien lors de la phase de production d’énergie que pour celle de consommation d’énergie. De plus, de par la proximité entre ce système et l’aile, le cerf-volant peut fonctionner avec une meilleure fiabilité. L’aile est caractérisée par une structure gonflable et la présence de tubes, qui permet de faciliter son transport et son entretien et de diminuer son coût.
Son mode de fonctionnement se caractérise ainsi par deux phases. Une phase de production d’énergie lors de laquelle le cerf-volant va effectuer des mouvements en 8, par vol de travers. Cette étape va permettre la rotation du câble qui va fournir une force de traction, agissant sur le générateur afin de produire de l’électricité. Et une phase de consommation d’énergie, qui débute lorsque la câble a atteint sa longueur maximale, inférieure à celle générée, pour enrouler ce dernier et amener le cerf-volant à sa position initiale.
La production nette d’énergie sera donc toujours positive.
Cependant, une autre société a mis au point un autre modèle d’éolienne aéroportée semblable à celle de Kite Power.

#### Kite Power Solutions
Au sein de cette entreprise britannique appelée également Kite Power Systems, fondée en 2011, par Bill Hampton. Le concept est similaire à celui développé chez Kite Power, aussi bien en ce qui concerne sa conception, son système de contrôle que son mode de fonctionnement. Cependant, le système développé fonctionne à partir de deux cerfs-volants en vol et non un seul. Grâce à leur ambition, dès 2016, cette société a reçu des financements provenant de trois grandes entreprises : Shell Ventures, la filiale de Shell, E.On, une société énergétique allemande et Schlumberger, une société américaine de services pétroliers, lui permettant d’élever son budget à 5 millions de livres Sterling.
Son fonctionnement s’effectue à partir de deux ailes et donc deux unités de contrôle qui sont reliées à un même générateur situé au sein d’une station fixe au sol, par un câble de traction d’une longueur de 100-200 m. Lorsqu’ils effectuent les mouvements en huit, la bobine est entraînée et génère de l’électricité. 3 Ils peuvent atteindre une vitesse de vol de 45 km/s avec des vents de 20 km/s, provoquant ainsi l’enroulement rapide du câble autour de cette bobine. Deux autres attaches relient l’aile au système de contrôle afin d’éviter que les cerfs-volants ne se dégonflent en cas de vents peu favorables. Le système GPS permet de connaître en permanence la position de ces deux cerfs-volants.
Les deux phases sont identiques à celles effectuées par le cerf-volant développé par KitePower, cependant, lorsque l’un des deux cerfs-volants sera en phase de génération d’énergie, le second sera en phase de rétractation, qui nécessite de l’énergie. Durant cette étape, le pas de l’aile va être réduit pour diminuer la résistance aérodynamique.
Ainsi, cela permet de fournir une énergie de manière continue, qui pourrait alimenter l’équivalent de 380 foyers par an.
Cette nouvelle technologie pourrait être installée en eau profonde, en haute altitude mais également dans les régions reculées, car elles peuvent être facilement transportées.
Actuellement, les ingénieurs travaillent sur l’automatisation du système, afin qu’il puisse être lancé dans les airs et atterrir « par simple pression d’un bouton ». Ils envisagent également de déployer un modèle de 500 kW à West Freugh, dans le sud-ouest de l’Écosse. Cela pourrait aboutir sur un réseau de démonstration terrestre composé plusieurs systèmes de ce type, lors de ces prochaines années. Un autre système qui, quant à lui, est de 3 mégawatts est également envisagé aussi bien sur terre qu’en mer,.
L’un des objectifs étant d’élaborer un système capable de se déployer dans n’importe quelle région du monde.
Cependant, cette start-up ne compte pas s’arrêter là, elle envisage la construction de l’une des premières centrales électriques de cerf-volant au monde. Selon elle, cette nouvelle technologie pourrait jusqu’à générer plusieurs centaines de mégawatts d’ici 2030.

#### EnerKite
Une autre forme de cerf-volant, mise en avant par l’entreprise allemande EnerKite, fondée en 2010 par Alexander Bormann, est caractérisée par une structure semblable à celle d’un deltaplane. Tout comme Kite Power Solutions, son générateur est au sol, cependant sa station est fixée sur un camion et son système de contrôle n’est pas en vol. En effet, à la différence des précédents modèles, cette start-up a développé un système qui fonctionne malgré des vents très faibles en respectant des normes de sécurité. Cela a donc été permis par la minimisation du poids de cette éolienne et en plaçant le système de contrôle au sol et non dans les airs.
Ce modèle fonctionne en effectuant des mouvements par vol par vent de travers, à une altitude allant de 100 à 500 m, selon une phase de puissance et une phase de récupération, dites « inverse du yo-yo ». De plus, il est contrôlé par l’intermédiaire d’un système unique à 3 câbles, afin d’assurer une communication fiable avec le sol et de réduire le risque de défaillance,.
Lors de la phase de puissance, le système va décrire des boucles en 8, tout en montant en altitude, la phase de récupération, se caractérise, quant à elle, par une descente et un retour au point de départ, nécessitant une faible demande en énergie. Cette phase de puissance va exploiter l’énergie cinétique du vent, en effet le cerf-volant est relié à un mât rotatif, qui va être mis en rotation lors de cette ascension en altitude. Une force de traction va être créée, pour atteindre les vents plus puissants. Cette dernière va donc créer de l’énergie mécanique, grâce aux nombreuses rotations du câble, qui va être utilisé pour alimenter un alternateur ou générateur afin d’obtenir de l’énergie électrique. Ce mât présente également une autre particularité, il est rétractable aussi bien pour le décollage ou l’atterrissage, ce qui va permettre au cerf-volant de s’élever en altitude même en présence de vents faibles.
Afin de se maintenir dans les airs, un vent d’une vitesse de deux mètres par seconde au minimum, est nécessaire pour le cerf-volant, dont la puissance sera significative en cas de vent à 3 mètres par seconde.
Pour effectuer ces deux phases, ces éoliennes sont reliées au sol par l’intermédiaire de 3 câbles en polyéthylène dont le mât rotatif, qui sont jusqu’à 7 fois plus résistants que les câbles en acier afin de faire face aux vents violents présents à 300 m d’altitude. Deux attaches lient les extrémités de l’aile au sol (bords de fuite), et la dernière qui a la caractéristique de transporter l’énergie jusqu’à la station terrestre est positionnée au centre (bord d’attaque) du cerf-volant. En ce qui concerne la composition des cerfs-volants, ils sont fabriqués à partir d’aluminium auquel s’ajoute des fibres de carbone pour assurer une meilleure solidité.
Il existe 3 types d’éoliennes Enerkite : EK1M, EK200 et EK30.
- L’EnerKite EK1M ayant une surface de 125 m2, a une puissance de 500 kW lui permettant de produire et distribuer de l’électricité à grande échelle. Il peut alimenter des entreprises agricoles, minières et de secours[52].
- L’EnerKite EK200 avec une surface de 30 m2 et une puissance de 100 kW, est exploitable pour une alimentation sur site ou en réseaux isolés[52].
- L’EnerKite EK30 qui a été conçue en 2010[49] a, quant à elle, une surface de 8 m2 permettant d’avoir une puissance de 30 kW. Ce modèle, qui est rattaché à un camion de pompier, a été largement dévoilée lors d’évènements qui ont lieu en Europe afin de faire connaître cette technologie innovante au public, mais également aux responsables gouvernementaux ainsi qu’aux potentiels investisseurs. Cette éolienne aéroportée est entièrement fonctionnelle et utilise une technologie qui se base sur des ailes à ailettes Ram-air[51]. Selon des études de l’EWC Météo Consult GmbH de Karlsruhe, elle pourrait produire jusqu’à 6000 heures de charge par an, pendant qu’une éolienne conventionnelle en fournit 3600. Une première commercialisation était prévue en 2017[53].

#### KiteGen (Stem)
Le KiteGen a été conçu à l’origine par l’ingénieur chercheur italien Massimo Ippolito. Tout en observant les surfeurs, il a remarqué la grande quantité d’énergie qu’il pouvait collecter et a pensé qu’un système similaire pourrait produire de l’électricité.
Le projet KiteGen est un concept actuellement développé en Italie pour une machine à atteler le vent qui tire son énergie des vents à haute altitude, entre 500 et 10 000 mètres. L’équipe KiteGen est impliquée depuis 2003 dans le développement de cette nouvelle technologie de transformation de l’énergie éolienne en haute altitude en électricité et est actuellement titulaire de plus de 40 brevets dans le domaine.
En juin 2006, le Kitegen avait été sélectionné pour recevoir un financement public du ministère italien du développement économique mais l’évaluation de la procédure n’a pas été réalisée par manque de fonds.
En août 2006, un prototype du Kitegen nommé Mobilegen a été testé pour la première fois. Ce système est mobile, monté sur camion et utilise du vent de basse altitude.
Un groupe électrogène mobile de deuxième génération a été testé en septembre 2007 à l'aéroport Francesco Cappa de Casale Monferrato (province d'Alexandrie, en Italie). L'unité appelée KSU1 a utilisé un cerf-volant qui a volé à 800 mètres d’altitude avec des contrôles automatiques. Les expériences ont duré trois jours et ont nécessité des autorisations spéciales de l'aviation civile et militaire.
En septembre 2012, Kitegen a envoyé au gouvernement italien une offre visant à soulager la fonderie d'aluminium de Portovesme à ALCOA et à la gérer à l'aide de ses technologies de capture du vent. En réalité, l’usine est le plus gros consommateur d’énergie en Italie avec 2,3 TWh/an. Kitegen pense donc qu’une ferme de 200 groupes électrogènes occupant un kilomètre carré à proximité de l’usine pourrait puiser 300 MW de puissance avec une disponibilité annuelle de 5 000 heures.
L'essence du concept KiteGen est comparable à celle d'une tour éolienne, dans laquelle les extrémités des pales vont constituer la partie la plus efficace, car elles atteignent les vitesses les plus importantes. Dans le cas de la KiteGen, ce sont les voiles cerfs-volants qui vont être la partie efficace du système.
Les cerfs-volants volent sur une trajectoire prédéterminée, qui peut transformer la force exercée sur le câble, en un couple mécanique global qui fait tourner la turbine à axe vertical.
Chaque voile est reliée au sol par deux câbles en matériau composite enroulé sur un treuil qui transmet la traction tout en contrôlant la direction et l’angle par rapport au vent.
L'unité de manœuvre (appelée KSU, acronyme de KiteSteering Unit) permet de piloter automatiquement une ou plusieurs ailes en fonction de trajectoires précises.
Un logiciel automatique, permet de traiter les données des différents éléments basés sur les données reçues du générateur et des capteurs avioniques montés sur les profils d’ailes. Il intervient sur les câbles (tension, position, vitesse des voiles).
Les câbles connectent la voile jusqu’à la plateforme circulaire du système Kitegen située au sol.
La plateforme circulaire est entraînée en rotation par la force des vents en altitude et entraîne une turbine pour produire de l’électricité. Cette structure est la turbine du parc éolien de haute altitude, tandis que les cerfs-volants sont les "pales" de la turbine.
La société KiteGen travaille sur plusieurs projets plus ou moins avancés :
Configuration « Stem »
Dans la configuration "Stem", les ailes exercent une traction sur les câbles qui, à leur tour, actionnent les alternateurs situés sur le sol qui produisent de l'électricité. Lorsque les câbles sont complètement déroulés, les ailes sont guidées dans une position offrant une résistance minimale au vent et les câbles sont rembobinés.
De son côté, le système de contrôle automatique veille en temps réel à ce que les trajectoires de vol ainsi que les autres opérations soient effectuées de manière à optimiser la production d'énergie.
En 2006, un premier prototype appelé KSU1 a été construit, d’une puissance nominale de 40 kW, qui a été testé à une hauteur de 800 m avec l’autorisation de l’ENAC (Autorité nationale de l’aviation civile) et ENAV (Agence nationale d'assistance au vol).
Configuration « Stem Offshore »
Dans la configuration « Stem Offshore » le système se retrouve en haute mer où la disponibilité du vent est généralement plus élevée, à la fois en matière de force et de constance, par rapport aux zones terrestres ou côtières, à basse et haute altitude.
Néanmoins, en raison des grandes difficultés technologiques et des coûts élevés, il n’existe actuellement qu’un seul prototype en état de fonctionnement (Blue H).
Configuration « Carrousel »
La configuration « Carrousel » est une solution technologique qui met essentiellement en série plusieurs générateurs de tige KiteGen,
Tandis que les ailes volent à une altitude de 800 à 1 000 mètres du sol, l’ensemble de la structure se déplace traîné par ses ailes sur une trajectoire circulaire et l’énergie est générée par ce mouvement relatif.
Avec cette configuration, l’équipe KiteGen espère intercepter de grandes quantités de vent à haute altitude au sein d’une seule installation. Le développement du carrousel KiteGen aura lieu après la propagation des générateurs du type Stem.
Comme pour les autres types d’éoliennes aéroportées, l’avantage le plus signifiant est que le vent de haute altitude est beaucoup plus puissant et constant par rapport au niveau de la Terre. L’équipe Kitegen espère générer 5000 à 6000 heures par an avec leur configuration « Stem ».
Néanmoins de nombreux obstacles techniques restent à surmonter, la puissance du vent exercé sur les voiles à des altitudes de plus de 800 mètres est telle qu’il va falloir concevoir des voiles et des câbles de très haute résistance et sans risque de s’emmêler.
L’objectif à long terme de la recherche KiteGen est de réduire le coût de l’énergie produite, ainsi que de trouver une solution énergétique pour un bouquet énergétique mondial en misant sur le vent troposphérique.

#### Ampyx Power
Pour les articles homonymes, voir Ampyx.
Ampyx Power est une société fondée en 2008 par Bas Lansdorp et Richard Ruiterkamp spécialisée dans l’énergie éolienne en vol. Cette société a été créée après que Lansdorp eut abandonné ses cinq années d'études sur l'énergie éolienne à l'université de technologie de Delft pour fonder Ampyx Power.
À l'origine, la société était une équipe créée par l'ancien astronaute Wubbo Ockels à l'Université de technologie de Delft pour étudier la conversion de la chaleur, du vent et de l'énergie de friction en électricité. L'équipe était composée de plusieurs scientifiques, dont les chefs d'équipe Richard Ruiterkamp et Wubbo Ockels.
Wubbo Ockels, eut de l'intérêt pour l'énergie lorsqu'il a laissé filer une ligne de cerf-volant et que celle-ci lui ait brûlé la main. Il a alors commencé à étudier et à rechercher comment transformer cette énergie en électricité. C'est à l'Université de Delft qu'il a formé, avec Bas Lansdorp, une équipe chargée de développer des cerfs-volants capables de récupérer l'énergie du vent. Richard Ruiterkamp est ensuite devenu le chef d'équipe et a créé un avion à voilure fixe qui permettait une plus grande contrôlabilité et permettait de générer plus d'énergie. La société compte actuellement 50 employés, dont 40 ingénieurs.
2009-2014 : Prototypes AP0-AP2
Dès 2009, Ampyx Power montre qu'il est possible de produire de l'énergie avec un avion captif dont le premier prototype est AP0.
En 2012, la société franchit une étape importante en affichant pour la première fois une production d’électricité entièrement autonome. Au cours d'un vol de 50 minutes avec le deuxième prototype AP1. De nombreux investisseurs, tels que EON, ont remarqué la société à ce stade et ont commencé à s'intéresser à la position de Ampyx Power sur l'énergie éolienne.
2015-2017: AP3 et AP4
Après trois générations de prototypes (AP0-AP2), durant lesquelles Ampyx Power a fait ses preuves avec ses trois prototypes construits entre 2009 et 2013, la société entreprit la production du dernier prototype, l’AP3 en 2017. Ce prototype est conçu afin de démontrer la sécurité et le fonctionnement autonome de notre système.
En décembre 2016, Orange Aircraft à Breda démarre la production d'AP3. La société a également commandé une évaluation de l’impact écologique de la technologie. À la fin de l’AP3, la technologie aura mûri de telle sorte que le type commercial puisse être défini. Ce qui donnera naissance à l'AP4.
Avec AP4, l’accent est mis sur la production d’énergie, afin d'atteindre une capacité de 2 à 4 MW, dont le but premier est de remplacer les turbines conventionnelles de capacités comparables construites depuis le début du siècle et qui sont maintenant en fin de vie.
Avril 2017 : coopération entre Ampyx Power et EON
Le 17 avril 2017, Ampyx Power signe un accord de coopération avec le groupe énergétique allemand EON. Dans le cadre de ce contrat, EON et Ampyx Power collaborent pour réaliser un site de test AP3 et AP4 en Irlande. Après une démonstration réussie de l'AP3 et de l'AP4, les sociétés continuent avec un premier site de test offshore et ré-alimentent par la suite les premiers projets offshore EON pour prolonger la durée de vie.
Le système Ampyx Power, générant de l'électricité éolienne à l'aide d'un avion volant à 500 m de haut, pourrait être déployé sur des plates-formes flottantes ancrées de tailles relativement réduites, permettant ainsi de déployer économiquement AWES dans des endroits où le déploiement des éoliennes offshore classiques reste techniquement impossible.
2018 : Projet « Sea-Air-Farm »
En 2018, le projet « Sea-Air-Farm », a été réalisé par la collaboration entre Ampyx Power, ECN (Centre de recherche énergétique des Pays-Bas), Marin (Institut de recherche maritime des Pays-Bas) et Mocean Offshore. Le projet dont l’étude porte sur l'application offshore d'AWES flottant, a été réalisé avec la subvention de Topsector Energy du ministère des affaires économiques. Ce consortium étudie aussi les possibilités ainsi que les limites d’un parc éolien aéroporté doté de plusieurs systèmes, au large des côtes et en eau profonde.
ECN a validé les outils aérodynamiques, les scénarios d'installation, d'exploitation, de maintenance modélisée, ainsi que le rendement et les coûts. Mocean Offshore a conçu la plate-forme flottante avec ses câbles d’amarrage et de blindage interne, qui ont été testés dans le bassin d’essais de Marin. Ampyx Power a conçu l'avion conceptuel et l'ensemble du parc éolien offshore, étudié le cadre de certification et géré le projet.
Fonctionnement
Le système est un avion captif qui convertit le vent en énergie électrique. L'avion est attaché à un générateur au sol. Lorsqu’il se déplace, il tire le câble qui entraîne le générateur.
L'avion se déplace régulièrement dans des conditions de vent de travers entre 200 et 450 m d'altitude.
Une fois que l'attache est enroulée sur une longueur d'attache prédéfinie d'environ 750 m, l'avion revient automatiquement vers une altitude inférieure, ce qui provoque l'enroulement du câble pour lui permettre de remonter et de répéter le processus de production d’énergie.
L'avion atterrit et décolle automatiquement d'une plate-forme, en utilisant un ensemble de capteurs qui fournissent au pilote automatique des informations cruciales pour effectuer la tâche en toute sécurité.
À terme, l'objectif principal de la société est de fournir une énergie durable à l'échelle des services publics.
Le système AWES (Airborne Wind Energy System) d’Ampyx Power avec un avion captif qui permet d’accéder aux vents les plus forts et les plus puissants, nécessitant des fondations peu importantes ainsi qu’une faible quantité de matériaux dans son ensemble. Il augmente considérablement la disponibilité des sites pour une exploitation rentable de l'énergie éolienne.

#### KiteLab
KiteLab Group, expérimentant différents systèmes conçus pour un générateur au sol, a produit aussi un cerf-volant statique et dont la ligne porte la turbine.

#### Windswept and Interesting
L'éolienne aéroportée nommée Daisy met en œuvre une méthode de transfert de couple d'au moins un rotor par la tension d'un réseau de cordes, et est élaborée par Roderick Read. Des anneaux facilitant la transmission sont installés. Un réseau de cerfs-volants, dont les uns sont rotatifs et les autres porteurs, est étudié.

#### Airborne Wind Energy System based on an Open Tensegrity Shaft (OTS)
Cette éolienne rotative se caractérise également par un système de transfert de couple selon le principe de tenségrité, et est conçue par Christophe Beaupoil.

#### Sky Serpent
Ce système de transfert de couple comprend une multitude de rotors autour d'un même axe central, et est conçu par Douglas Selsam.

## Défis à relever
Les éoliennes aéroportées doivent permettre d'exploiter des vents de haute altitude plus puissants et réguliers, permettant un meilleur facteur de charge que les vents accessibles aux éoliennes conventionnelles, et ce pour une bien moindre dépense d'énergie grise, le câble ou les lignes remplaçant le mât. Les systèmes à cerfs-volants accomplissant des figures énergétiques permettent de balayer une très grande aire de vent.
Toutefois des difficultés sont à résoudre et des inconvénients sont à prendre en considération :
Ailes Rigides et souples
La question à laquelle de nombreuses entreprises et groupes de recherche sont confrontés dans ce domaine, est de savoir quel type d’aile présente le plus d’avantages.
Les ailes rigides ont une meilleure efficacité aérodynamique et donc plus de puissance. Rien n’est moins sûr quant à savoir si l'une des deux solutions s'avérera meilleure que l’autre. Cependant, il est constaté qu’une tendance est clairement visible pour les ailes rigides. En effet, de plus en plus d’entreprises passent du soft au rigide même si beaucoup de recherches académiques sont en cours sur les ailes souples.
Décollage et Atterrissage
Le démarrage et l'arrêt de ces éoliennes nécessitent un décollage spécial ainsi que des manœuvres d’atterrissage qui sont compliquées et qui consomment de l’énergie. Ces deux parties sont les plus difficiles à automatiser et font l’objet de nombreuses recherches des entreprises privées et des laboratoires,,.
Altitude optimale
Une autre question intéressante est de savoir combien coûte le vol avec une altitude et des vents optimaux, c’est-à-dire quels sont la meilleure longueur du câble et l’angle qui maximise la puissance de sortie. Augmenter l'altitude permet d’atteindre des vents plus puissants, mais l'augmentation de la longueur du câble ou de l'angle d'élévation réduit la puissance de sortie,,,. Plusieurs autres points importants sont à éclaircir comme la réglementation et la circulation aériennes ainsi que l'espace de sécurité nécessitant une zone inhabitée, en raison de la surface globale couverte par les cordes ou lignes du système, laquelle surface est décuplée selon la rose des vents.
Câbles
Les attaches pour les éoliennes sont généralement en polyéthylène, un matériau relativement peu coûteux avec d'excellentes propriétés mécaniques. Les câbles peuvent être au nombre de 1, 2 ou 3 dans certains concepts. Ils transportent de l'électricité pour la production d'énergie ou juste pour l'actionnement à bord. En revanche, les attaches présentent un problème d’usure dû aux fortes contraintes mécaniques exercées ainsi que des difficultés en matière de maintenance.
Rendement
Le rendement à surface balayée égale est bien inférieur (à part celui des éoliennes autogires et celui des turbines portées par des aérostats, par ailleurs balayant une aire plus limitée) au rendement d'une éolienne conventionnelle.
Fiabilité
La fiabilité à long terme reste à démontrer par des tests, notamment concernant l'automatisation des lancements et rappels de l'appareil volant.
L'usure des matériaux
L'usure plus rapide des matériaux résultant des contraintes mécaniques, de l'action du rayonnement ultra-violet particulièrement destructeur pour les cerfs-volants souples, de l'action d'autres éléments chimiques, reste encore l'objet de préoccupations et d'études des entreprises et universités.
Synthèse
Le cabinet de conseil en énergie renouvelable DNV GL a produit un rapport intitulé Market Status Report High altitude Wind Energy, soulignant le potentiel mais aussi les obstacles. Il préconise une installation en mer, car moins contraignante au regard de la sécurité et de l'acceptation du public.

## Opportunités
À ce jour, seulement plusieurs dizaines de millions de dollars ont été dépensés pour le développement des AWES. Cette somme représente un investissement relativement faible, surtout si l'on considère l'ampleur du marché potentiel et les fondamentaux physiques de cette technologie. Jusqu'à présent, les principales contributions financières ont été effectués par les grandes entreprises impliquées dans le marché de l'énergie. La communauté se développe progressivement à la fois en matière de brevets mais aussi en matière de recherches scientifiques.
En revanche, il n'y a toujours aucune commercialisation des produits et la majorité des entreprises qui essaient de trouver un ajustement du marché se concentrent maintenant sur les marchés hors réseau et les sites distants. Ceci, afin de leur permettre de satisfaire les besoins de ce type de marché qui est, à ce jour, le plus accessible.

## Publications scientifiques
Liste non exhaustive
- Crosswind Kite Power[4] de Miles L.Loyd (voir plus haut):calcul de la puissance générée lors de figures énergétiques.
- Windenergienutzung mit schnell fliegenden Flugdrachen[35] de Moritz Diehl (voir plus haut):éléments de base de calcul.
- Power Kites for Wind Energy Generation[81] de Massimo Canale, Lorenzo Fagiano, et Mario Milanese : éléments de contrôle du vol.
- Generic System Requirements for High Altitude Wind Turbines[82] de Nykolai Bilaniuk[83]: selon l'auteur le mode aérostat permet de résoudre les problèmes de mise en œuvre de l'éolienne aéroportée.

La page « Publications » du site web de KitePower de l'Université de technologie de Delft référence une collection de documents datés selon un ordre chronologique.

## Organisations impliquées
Liste non exhaustive
- La NASA comporte un département d'études[85].
- Le Laboratoire fédéral d'essai des matériaux et de recherche, acronyme Empa, installé en Suisse, teste de nouvelles structures[86] de cerfs-volants.
- Airborne Wind Energy Industry Association[87] regroupe des compagnies et des chercheurs dans le domaine.
- Airborne Wind Energy Consortium[88] regroupe des écloisons (startups) bien spécialisées.
- Util Movement[89] est une association à caractère social impliquée dans la réalisation de produits pour une économie verte.
- Near Zero[90] fait dialoguer des experts en énergie, et notamment dans le domaine de l'éolienne aéroportée[91],[92]. Les discussions ont abouti à un rapport[93] prônant en premier lieu le cerf-volant rigide évoluant en figures énergétiques[4].
- AWESCO[94](Airborne Wind Energy System Modelling, Control and Optimisation) est une organisation regroupant huit académies et quatre réseaux industriels. Thomas Haas, étudiant doctorant en formation Action Marie S-Curie, présente l'éolienne aéroportée[95].